# نادي المريخ (السودان)
نادي المريخ الرياضي المعروف اختصاراً باسم المريخ ويعرف أحياناً باسم المريخ العاصمي هو نادي رياضي سوداني لكرة القدم مقره في مدينة أم درمان، تأسس عام 1908. يعتبر واحدًا من أعرق وأشهر الأندية الرياضية بالسودان والأكثر فوزاً بالبطولات المحلية حتى الآن. يلعب الفريق في الدوري السوداني الممتاز. يٌعد الهلال هو الغريم التقليدي للمريخ عبر التاريخ، وتُعرف مبارياتهما باسم ديربي أم درمان

## تاريخ

### التأسيس
كان في بداياته يحمل اسم (المسالمة) الذي تأسس عام 1908م أحد أحياء مدينة أم درمان العريقة قبل أن يتحول اسمه إلى المريخ تيمناً بالكوكب السماوي.
في عام 1903 اجتمع عدد من أبناء حي المسالمة يدرسون بكلية غردون وقاموا بنقل كرة القدم إلى الحي وكوّنوا فريقا أخذ يمارس تمارينه في الميادين الشمالية جنوب مقابر البكري.
وكان أبرز من ساهم في ذلك: محمد قابل ورياض سكلة وشقيقه تادرس وزكريا سليمان وخالد عبد الله والشيخ محمد علي عوض الدر ومحمد رضوان ومحمد صالح الشنقيطي والطيب حامد بريمة وزاد النشاط الرياضي وانتعش في العام 1946 وخاصة بعد انضمام جيل الشباب السيد عبد السيد فرح وفتح الله بشارة وعبد الرحمن علي نصر ومحمد مرسال ومحمد عبادي ومصطفى جلال عشـري ومحمد عثمان حامد وإبراهيم بابكر أبو الريف وأيوب ميخائيل وخليل عبد الملك ومينا اسكندر ومحمد علي بخيت وعوض أبوزيد وغيرهم.
والجدير بالذكر أن المريخ كسب بطولة كأس الكؤوس الأفريقية وذلك بعد التقلب على منافسه الجيك الغاني

### ثورة 1924 ومقتل السير لي استاك
أدى قيام ثورة 1924 إلى توقف النشاط الرياضي ومنع التجمعات حتى في الأفراح والأتراح بأوامر صارمة وتوقف النشاط الرياضي ولم يعد إلا في العام 1926 وعادت الفرق لتمارس نشاطها ولم يكن لها جمهور إذ أن المباريات الجماهيرية كانت قاصرة على مباريات كأس الحاكم العام ومنافسة فرق المصالح الحكومية.
علما أن هناك وطنيين في حركة اللواء الأبيض من من أسسوا النادي أمثال أحمد خير المحامي وعلي عبد اللطيف.

### عودة فريق المسالمة
عـاد فريق المسـالمة في العـام 1926 ولكنـه لم يكـن قوياً ولذا فكـر عبد السيـد فرح والذي كـان يعمـل موظفـاً فـي البنك الأهلي المصري بالخـرطوم فـي تدعيـم الفريق بلاعبيـن من خارج حـي المسـالمة ووجـدت الفكـرة معـارضة شديدة مـن البعـض وعلـى رأسهـم صديقـه فتـح الله بشـارة وتـم تغييـر الاسـم ليكـون شامـلاً وليـس منغلقـاً علـى الحـي الصغيـر.
وكـان أن اقترحـت سيـدة فـرح شقيقـة عبـد السيـد فـرح اسـم المـريخ وكـان ذلك بالفعـل في 14 نوفمبـر 1927 وتـم كتـابة خطـاب لبرمبــل بيـك مفتـش مركـز امدرمـان بنفـس التـاريخ لتسجيـل فريق المـريخ بـدلا عـن فريق المسـالمة وكـان أن تحـول كل اللاعبيـن والمشجعيـن في المسـالمة إلـى المـريخ بمعنـى أن الذي تغيـر فقـط كـان الإسـم فقـط ولـذا فإن تاريـخ ميـلاد المـريخ الحقيقي يعود إلـى العـام 1908.

## الشعار

الشعار الأول للمريخ
الشعار السابق للمريخ
الشعار الحالي للمريخ

## قائمة اللاعبين

### التشكيلة الحالية
آخر تحديث في  10 يوليو 2025 

ملاحظة: تشير الأعلام إلى المنتخب بحسب قواعد الأهلية المعتمدة من قبل الفيفا؛ تنطبق بعض الاستثناءات المحدودة. وقد يحمل اللاعبون أكثر من جنسية لا تعترف بها الفيفا.
| الرقم | البلد           | المركز | اللاعب               |
| ----- | --------------- | ------ | -------------------- |
| 1     | السودان         | حارس   | جرس كافي             |
| 16    | تونس            | حارس   | علي رضا الجمل        |
| 17    | السودان         | مدافع  | احمد الفاتح احمد     |
| 3     | السودان         | مدافع  | موسي الطيب           |
| 4     | السودان         | مدافع  | مصعب مكين            |
| 5     | جمهورية الكونغو | مدافع  | جينارد مبامبا        |
| 12    | السودان         | مدافع  | عوض زائد             |
| 13    | السودان         | مدافع  | احمد عبدالمنعم طبنجه |
| 20    | السودان         | مدافع  | حسن صابون            |
| 21    | السودان         | مدافع  | امير كمال            |

| الرقم | البلد      | المركز | اللاعب           |
| ----- | ---------- | ------ | ---------------- |
| 7     | السودان    | وسط    | محمد الرشيد      |
| 8     | السودان    | وسط    | وجدي عوض         |
| 14    | السودان    | وسط    | معتز هاشم التوزة |
| 15    | زامبيا     | وسط    | اوبينو شيسالا    |
| 18    | السودان    | وسط    | مصطفي ناجي       |
| 24    | السودان    | وسط    | وهيب شندي        |
| 25    | السودان    | وسط    | السماني الصاوى   |
| 26    | مالي       | وسط    | فادي كوليبالي    |
| 29    | السودان    | وسط    | رمضان عجب        |
| 30    | نيجيريا    | وسط    | جيدي فاتوكون     |
| 38    | السودان    | وسط    | أواب عنتر        |
| 39    | السودان    | وسط    | منذر عبده        |
| 34    | السودان    | مهاجم  | علي محمد علي     |
| 19    | ساحل العاج | مهاجم  | محمد قبانى       |
| 22    | السودان    | مهاجم  | موسي حسين        |
| 27    | السودان    | مهاجم  | مجتبي فيصل       |
| 31    | السودان    | مهاجم  | مبارك عبدالله    |
| 32    | السودان    | مهاجم  | محمد تيه اسد     |

### تحت الإعارة
ملاحظة: تشير الأعلام إلى المنتخب بحسب قواعد الأهلية المعتمدة من قبل الفيفا؛ تنطبق بعض الاستثناءات المحدودة. وقد يحمل اللاعبون أكثر من جنسية لا تعترف بها الفيفا.
| الرقم | البلد   | المركز | اللاعب                                                       |
| ----- | ------- | ------ | ------------------------------------------------------------ |
| 35    | السودان | مهاجم  | عبداللطيف ابيض (معار إلى حي العرب حتى يونيو 2025)            |
| 26    | السودان | وسط    | ابوبكر ادم تشادي (معار إلى نادي هلال المناقل حتى يونيو 2025) |

## الألقاب والإنجازات
الدوري السوداني الممتاز
- البطل (23): 1970 1971، 1972، 1973، 1974، 1975، 1977، 1978، 1982، 1985، 1990، 1993، 1997، 2000، 2001، 2002، 2008، 2011، 2013، 2015، 2018، 2018–19، 2019–20.[6]

كأس السودان
- البطل (15): 1991، 1993، 1994، 1996، 2001، 2005، 2006، 2007، 2008، 2010، 2012، 2013، 2014، 2015، 2018.[6]

كأس الكؤوس الإفريقية
- البطل (1): 1989.[6]

كأس الكونفدرالية الإفريقية
- الوصيف (1): 2007.[6]

كأس سيكافا للأندية
- البطل (3): 1986، 1994، 2014.[6]

## الطاقم الإداري

### رؤساء النادي
كان للمريخ العديد من الرؤساء على مدار التاريخ، ولم يكن أي منهم مالكًا للنادي، على الرغم من أن الأرض التي كان الملعب الحالي عليها ملك عبد الرحمن شاخور ، فإن بعض الرؤساء كانوا لاعبين فخريين. يشغل جمال الوالي حاليا منصب رئيس مجلس الإدارة. وهذه قائمة كاملة برؤساء نادي المريخ منذ عام 1927 وحتى يومنا هذا.
- خالد عبد الله
- سليمان العتباني
- محمد خير علي
- محمد علي بخيت
- يوسف عمر آغا
- محمد بشير فوراوي
- شريف احمد عمر
- صدقي إبراهيم
- الشيخ اسحق شداد
- محمد سعيد بيومي
- بشير حسن بشير
- إبراهيم محمد احمد
- فهمي سليمان
- يوسف حلمي أبوسمرة
- عبد الرحيم عثمان صالح
- خليل عبد الملك
- بدوي محمد عثمان
- محمد شريف أحمد علي
- عوض ابوزيد
- الحاج عبد الرحمن شاخور
- مهدي الفكي الشيخ
- حسن أبو العائلة
- فواد التوم
- عبد العزيز شدو
- خالد حسن عباس
- عبد الحميد حجوج
- ماهل أبو جنة
- تاج السر محجوب
- محمد إلياس محجوب
- جمال الوالي
- محمد الشيخ مدني (16 فبراير 2018- 2 مارس 2020)
- آدم سوداكال
- حازم مصطفى

### مدربو الفريق
- منصور رمضان
- جعفر ضرار
- جون مانانغ
- سيد سليم
- آرنست رودر
- هورست
- أحمد رفعت
- ماركو
- كريستو
- محمود سعد
- برانكو
- محمد عمر
- أوتو فيستر
- محمد عبد الله مازدا
- مايكل كروغر
- رادان
- محمد عبد الله مازدا
- لويس كاربوني
- مايكل كروغر
- حسام البدري
- دييغو غارزيتو

## أبرز النجوم الوطنيين الذين لعبوا للنادي
- زين العابدين الشفيع
- عبد الله عبد الباسط ماماو
- برعي بشير
- سيد سليم
- منصور رمضان
- عبد الوهاب عبد الفضيل جقدول
- بشرى وهبة
- بشارة عبد النضيف
- كمال عبد الوهاب
- ابراهومة الدسكو
- الطيب سند
- هشام السليني
- الطاهر هواري
- الفاضل سانتو
- فيصل كوري
- عز الدين خورشيد
- سعد دبيبة
- محمد عبد الله مازدا
- الهادي سليم
- عبد العظيم الدش
- بشري وهبة
- محمد عثمان قرعم
- سامي عز الدين
- حامد بريمة
- عاطف القوز
- عبده الشيخ
- إبراهيم العطا
- مرتضى قلة
- بدر الدين بخيت
- عيسى صباح الخير
- صديق العمدة
- عبد السلام حميدة
- فتح الرحمن سانتو
- كمال شناق
- الجيلي عبد الخير
- حموري الكبير
- حموري الصغير
- موسى الهاشماب
- جعفر محمد عباس
- طلب مدني
- شنان خضر
- أبو زيد العبد
- مأمون صابون
- عاطف منصور
- نزار الخليفة
- حسن دحدوح
- السر كاوندا
- حمد الجريف
- عبد الماجد احمد عثمان
- عمر العلمين
- منتصر الزاكي زيكو
- عمار خالد
- السر زغبير
- سليمان عبد القادر
- خوجلي أبو الجاز
- كمال عبد الغني
- عبد الرحمن لاميدو
- جمال أبو عنجة
- قدورة
- أسامة آدم ريحان سكسك
- بابكر الحلو (باكمبا)
- شنان خضر
- عصام الدحيش
- عبد العظيم قاقرين
- إبراهيم حسين ابراهومة
- محمد موسي
- هيثم الرشيد
- حاتم محمد أحمد
- عبد المجيد جعفر
- فاروق جبرة
- جندي نميري
- نجم الدين أبو حشيش
- أمير دامر
- خالد أحمد المصطفى
- فيصل العجب
- محمد علي سفاري
- بدر الدين قلق
- علاء الدين بابكر
- ريتشارد جاستن
- هيثم طمبل
- عبد الحميد عماري
- أحمد الباشا
- أمير كمال
- رمضان عجب
- بكري المدينة
- محمد الرشيد
- أحمد حامد التش
- سيف تيري

برعي بشير أحد أساطير المريخ ولعب له من 1954 إلى 1964
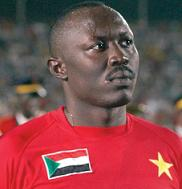
فيصل العجب لعب مع المريخ من عام 1997 حتى عام 2013
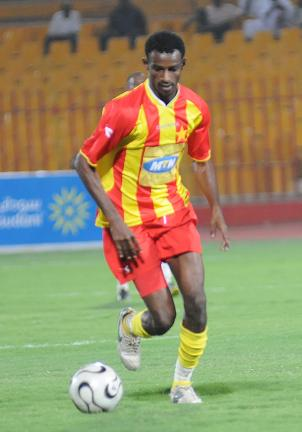
أحمد الباشا

## أبرز اللاعبين الأجانب الذين لعبوا للنادي
- علاء عبد الزهرة
- سعد عطية
- لاسانا فاني
- إندورانس إيداهور
- إيفوسا إقواكون
- ستيفن وورغو
- باولينيو
- جان-بول أبالو
- مهدي بن ضيف الله
- هيثم مرابط
- عبد الكريم النفطي
- علي النونو
- زكريا سيموكوندا
- كريم الدافي
- عصام الحضري
- إدير ليما
- أيمن سعيد
- أوغستين أوكرا
- كوفي فرانسيس
- كليتشي أوسونوا
- سيرجي باسكال
- جوناس ساكوواها
- جمال سالم
- كونلي أدونلامي
- توني إدجوماريغوي

## المنشئات والمرافق الرياضية

### استاد المريخ
ملعب المريخ ، المعروف أيضًا باسم القلعة الحمراء، هو ملعب متعدد الاستخدامات في أم درمان، السودان ، يستخدم في الغالب لمباريات كرة القدم وأحيانًا لألعاب القوى. افتتح عام 1962. يستخدم الملعب في الغالب لمباريات كرة القدم ويعتبر الملعب الرئيسي لكل من المريخ ومنتخب السودان. يتسع الملعب لـ 43000 متفرج. في موسم دوري أبطال أفريقيا لكرة القدم 2016 ، حقق المريخ متوسط حضور على أرضه بلغ 17.250. عادة ما يجتذب عدد أقل بكثير من الجماهير في مباريات الدوري المحلي.

## النشاطات الثقافية
يعتبر نادي المريخ أول نادي بالسودان يصدر صحيفة يومية (رياضية ثقافية) منذ عام 1964 م، وينظم نادي المريخ برامج ثقافية ومسابقات سنوية وبرامج ترفيهية على مسرح النادي وبرامج خاصة بشهر رمضان المعظم من كل عام وتقدم فيه المحاضرات الدينية وحلقات التلاوة والتجويد وتحفيظ القرآن بمسجد النادي.

### صحيفة النادي
صدرت صحيفة المريخ في عام 1965 م كأول صحيفة رياضية متخصصة تصدر عن نادي المريخ.

## علاقاته الخارجية
المريخ ذو مبادئ وقيم على هديها يبني علاقاته ويوطد صلاته واكتسب شهرة واسعة من خلال الاهتمام بتطوير علاقاته الخارجية وله روابط مشجعين منتشرة في معظم الدول العربية تضم كوكبة من أبناء النادي ظلوا يلعبون دوراً مقدراً في دعم علاقات الأخوة والصداقة بين المريخ والأندية الخارجية.
- الديربي الأول في تاريخ السودان المريخ 2-0 الهلال والتي سميت بمباراة سوق القش،أمدرمان 1934.
- كأس يوم التعليم المريخ 4-2 الهلال،أمدرمان 1948.
- مباراة ودية المريخ 3-0 الهلال،الخرطوم 3|9|1955.
- مباراة ودية المريخ 3-5 بوادبست هونفيد المجري، أم درمان 1956.
- مباراة ودية المريخ 3-1 أشانتي كوتوكو الغاني،الخرطوم 1962.
- مباراة في دوري الخرطوم المريخ 14-1 الأمير،أم درمان 1966.
- مباراة ودية المريخ 0-0 المنتخب المصري، الخرطوم 1979.
- مباراة ودية المريخ 2-0 المنتخب النيجيري، الخرطوم 1988.
- مباراة ودية المريخ 2-0 أشانتي كوتوكو الغاني،الخرطوم 2007.

أكبر هزائم دولية تعرض لها المريخ:
- هزيمة المريخ من أهلي الحديدة اليمني 10/1
- هزيمة المريخ أمام سانت جورج الأثيوبي 9/1. [بحاجة لمصدر]
- هزيمة المريخ أمام الوحدات الأردني 7/4 عام 2008 في إياب الدوري الثاني لدوري أبطال العرب.[7]
- المريخ امام اتحاد إب اليمني 6/0

## وصلات خارجية
- الموقع الرسمي لنادي المريخ السوداني (بالعربية)
- منتدى محبي المريخ السوداني (بالعربية)
- منتديات جماهير المريخ السوداني (بالعربية)
- صحيفة المريخ اليوم الإلكترونية (بالعربية)
- صحيفة الرد كاسل (بالعربية)